# Jens Peter Berthelsen
Jens Peter Berthelsen (Hillerød, 15 dicembre 1854 – Copenaghen, 26 luglio 1934) è stato uno schermidore danese.

## Biografia
Partecipò ai giochi olimpici di Parigi 1900, dove gareggiò nella gara di fioretto per maestri ma non riuscì a passare neanche il primo turno.
Anche suo figlio, Jens Berthelsen, fu uno schermidore olimpionico.